# Ribes valdivianum
Ribes valdivianum är en ripsväxtart som beskrevs av Rodolfo Amando Philippi. Ribes valdivianum ingår i släktet ripsar, och familjen ripsväxter. Inga underarter finns listade i Catalogue of Life.